# Радиминский уезд
Радиминский уезд — административная единица в составе Варшавской губернии Российской империи, существовавшая c 1837 года по 1919 год. Административный центр — город Радимин.

## История
Уезд образован в 1837 году в составе Мазовецкой губернии. С 1844 года — в Варшавской губернии. В 1919 году преобразован в Радзыминский повят Варшавского воеводства Польши.

## Население
По переписи 1897 года население уезда составляло 63 092 человек, в том числе в городе Радимин — 4172 жит.

### Национальный состав
Национальный состав по переписи 1897 года:
- поляки — 54 230 чел. (86,0 %),
- евреи — 6386 чел. (10,1 %),
- немцы — 2036 чел. (3,2 %),

## Административное деление
В 1913 году в состав уезда входило 10 гмин: 
| - Забродзе — с. Забродзе, - Каменчик — пос. Каменчик, - Клембов — с. Клембов, - Малополе — с. Домбрувка, - Мендзылес — с. Мендзылес, | - Радимин — д. Вёска-Радиминская, - Ренчае — с. Ренчае, - Рудзенко — с. Доброе, - Страхувка — с. Страхувка, - Ядов — пос. Ядов. |